# Мустакиви
Му́стаки́ви (эст. Mustakivi — «Чёрный камень») — микрорайон в районе Ласнамяэ города Таллина, Эстонии. 

## География

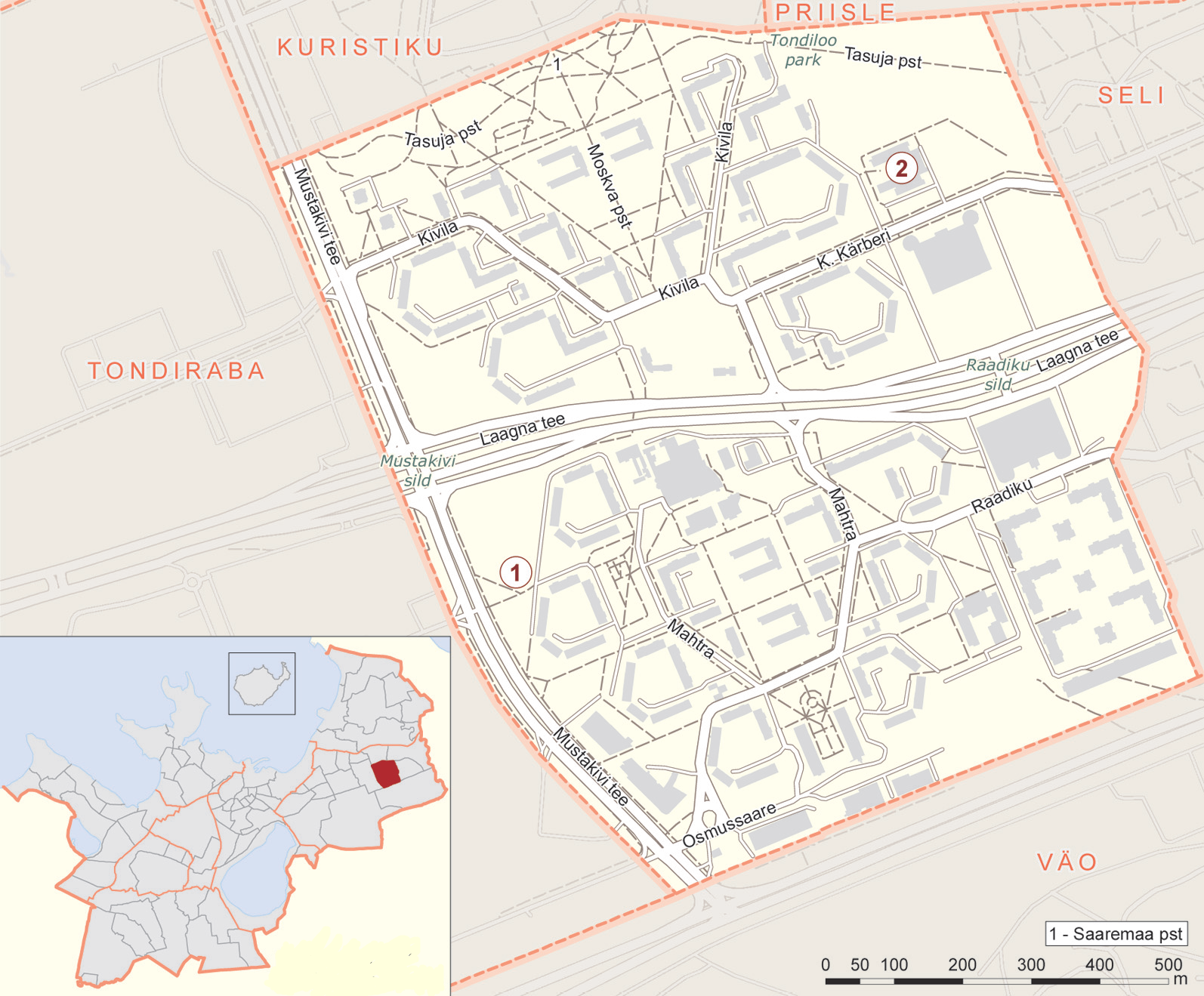
Карта микрорайона Мустакиви

Расположен в восточной части Таллина. Площадь — 1,16 км2. Граничит с микрорайонами Прийсле, Сели, Вяо, Тондираба и Куристику. лотность населения на 1 января 2023 года — 16114,7 чел/км².

## Улицы
В микрорайоне проходят улицы Кивила, Кристьяна Кярбера, Лаагна, Махтра, Мустакиви, Осмуссааре, Раадику и бульвары Москва и Тазуя. На юге микрорайон граничит с Петербургским шоссе.

## Население
В 2014 году в Мустакиви проживали 19 759 человек, из них мужчины — 44 %; эстонцы составляли 23 % жителей микрорайона. По численности населения микрорайон Мустакиви занимал первое место среди микрорайонов Ласнамяэ: в нём проживало 16,7 % жителей района.
| Численность населения микрорайона Мустакиви на 1 января по данным Регистра народонаселения | Численность населения микрорайона Мустакиви на 1 января по данным Регистра народонаселения | Численность населения микрорайона Мустакиви на 1 января по данным Регистра народонаселения | Численность населения микрорайона Мустакиви на 1 января по данным Регистра народонаселения | Численность населения микрорайона Мустакиви на 1 января по данным Регистра народонаселения | Численность населения микрорайона Мустакиви на 1 января по данным Регистра народонаселения | Численность населения микрорайона Мустакиви на 1 января по данным Регистра народонаселения | Численность населения микрорайона Мустакиви на 1 января по данным Регистра народонаселения |
| 2008                                                                                       | 2010                                                                                       | 2011                                                                                       | 2012                                                                                       | 2013                                                                                       | 2014                                                                                       | 2015                                                                                       | 2016                                                                                       |
| ------------------------------------------------------------------------------------------ | ------------------------------------------------------------------------------------------ | ------------------------------------------------------------------------------------------ | ------------------------------------------------------------------------------------------ | ------------------------------------------------------------------------------------------ | ------------------------------------------------------------------------------------------ | ------------------------------------------------------------------------------------------ | ------------------------------------------------------------------------------------------ |
| 16 610                                                                                     | ↗17 571                                                                                    | ↗19 103                                                                                    | ↗19 373                                                                                    | ↗19 455                                                                                    | ↗19 759                                                                                    | ↗19 848                                                                                    | ↗19 997                                                                                    |
| 2017                                                                                       | 2018                                                                                       | 2019                                                                                       | 2020                                                                                       | 2021                                                                                       | 2022                                                                                       | 2023                                                                                       |                                                                                            |
| ↗20 005                                                                                    | ↘19 947                                                                                    | ↘19 442                                                                                    | ↘19 434                                                                                    | ↘19 156                                                                                    | ↘18 873                                                                                    | ↘18 693                                                                                    |                                                                                            |

## История
Микрорайон Мустакиви получил своё название в 1991 году по хутору Мустакиви, который, в свою очередь, был назван в честь ритуального камня тёмного цвета. В средние века камень обозначал границу города. Камень находится рядом с домом по адресу ул. Мустакиви 10 и является памятником культуры.
Северная часть современного микрорайона Мустакиви в прошлом входила в состав деревни Куристику.
В советское время Мустакиви являлся IV микрорайоном Ласнамяэ. В 1970—1980-х годах здесь были построены панельные 9-этажные жилые дома. Современный торговый центр «Мустакиви» («Mustakivi keskus») тогда носил название «Москва».

## Предприятия и учреждения

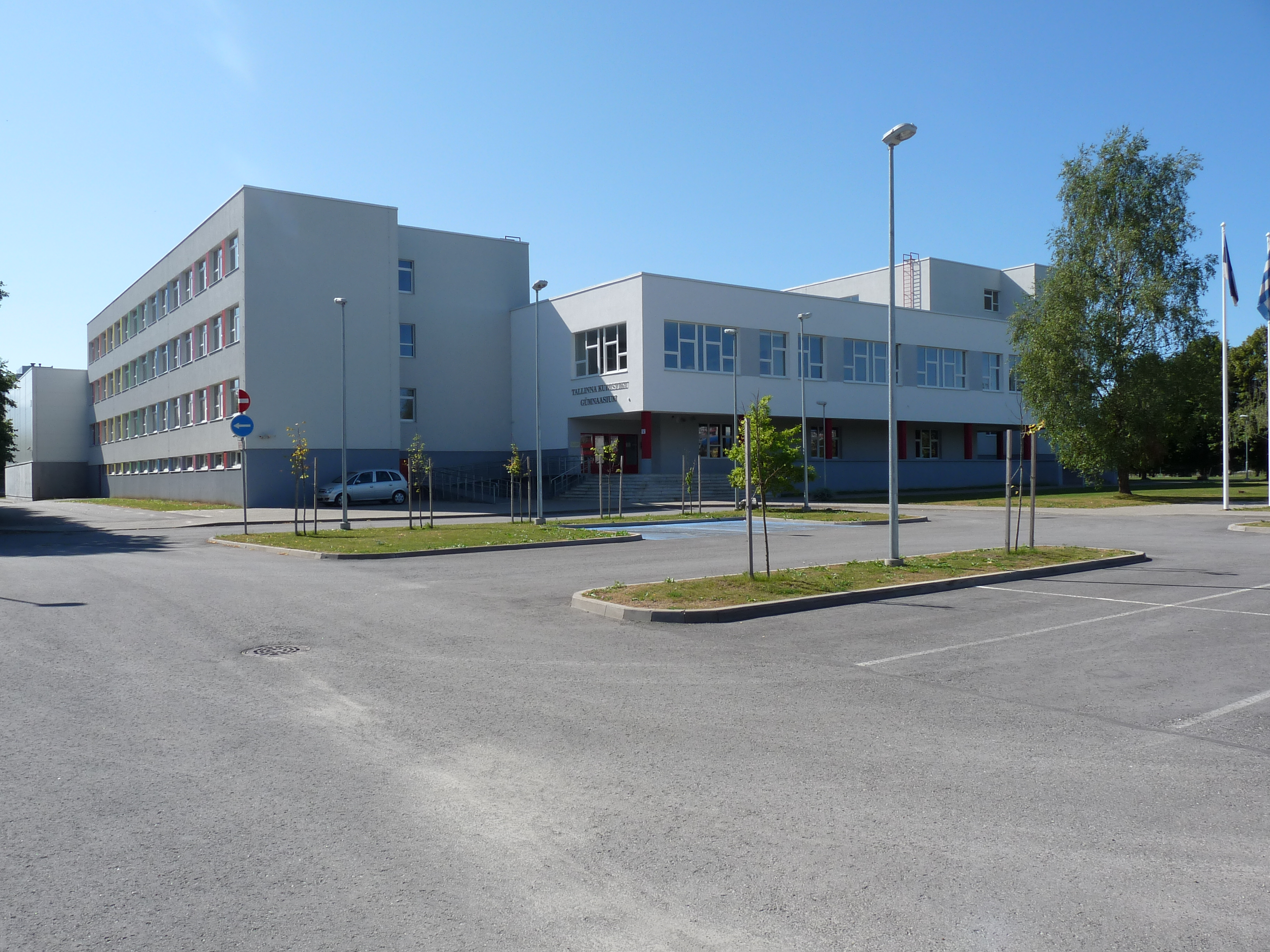
Гимназия Куристику

- Kärberi tn 9 — Таллинская гимназия Куристику (эст. Tallinna Kuristiku Gümnasium);
- Mahtra tn 60 — Таллинская основная школа Махтра (эст. Tallinna mahtra Põhikool, бывшая 58-я средняя школа);
- Kivila tn 9 — Мустакивиский детский сад (эст. Mustakivi lasteaed);
- Kivila tn 19 — Кивилаский детский сад Кивила (эст. Kivila lasteaed);
- Mahtra tn 19 — Махтраский детский сад Махтра (эст. Mahtra lasteaed);
- Mahtra tn 1 — торговый центр «Мустакиви» (эст. Mustakivi Keskus)
  - магазин торговой сети «Coop»[эст.];
- Kärberi tn 22/22а — торговый центр «Кярбери» (эст. Kärberi Keskus)
  - магазин торговой сети «Selver»;
- Kivila tn 26 — магазин торговой сети «Grossi»;
- Raadiku tn 11/11a — магазин торговой сети «Lidl»;
- Mahtra tn 27 — ресторан азиатской кухни «Ingver»;
- Mahtra tn 29 — ресторан «McDonald’s».

## Парки
- Парк Тондилоо (Кивила), вкл. Кивилаский скейтпарк.

## Транспорт
Через микрорайон курсируют городские автобусы маршрутов № 7, 9, 13, 35, 42, 46, 49, 51, 54, 58, 66, 67.

## Галерея

Микрорайон Мустакиви
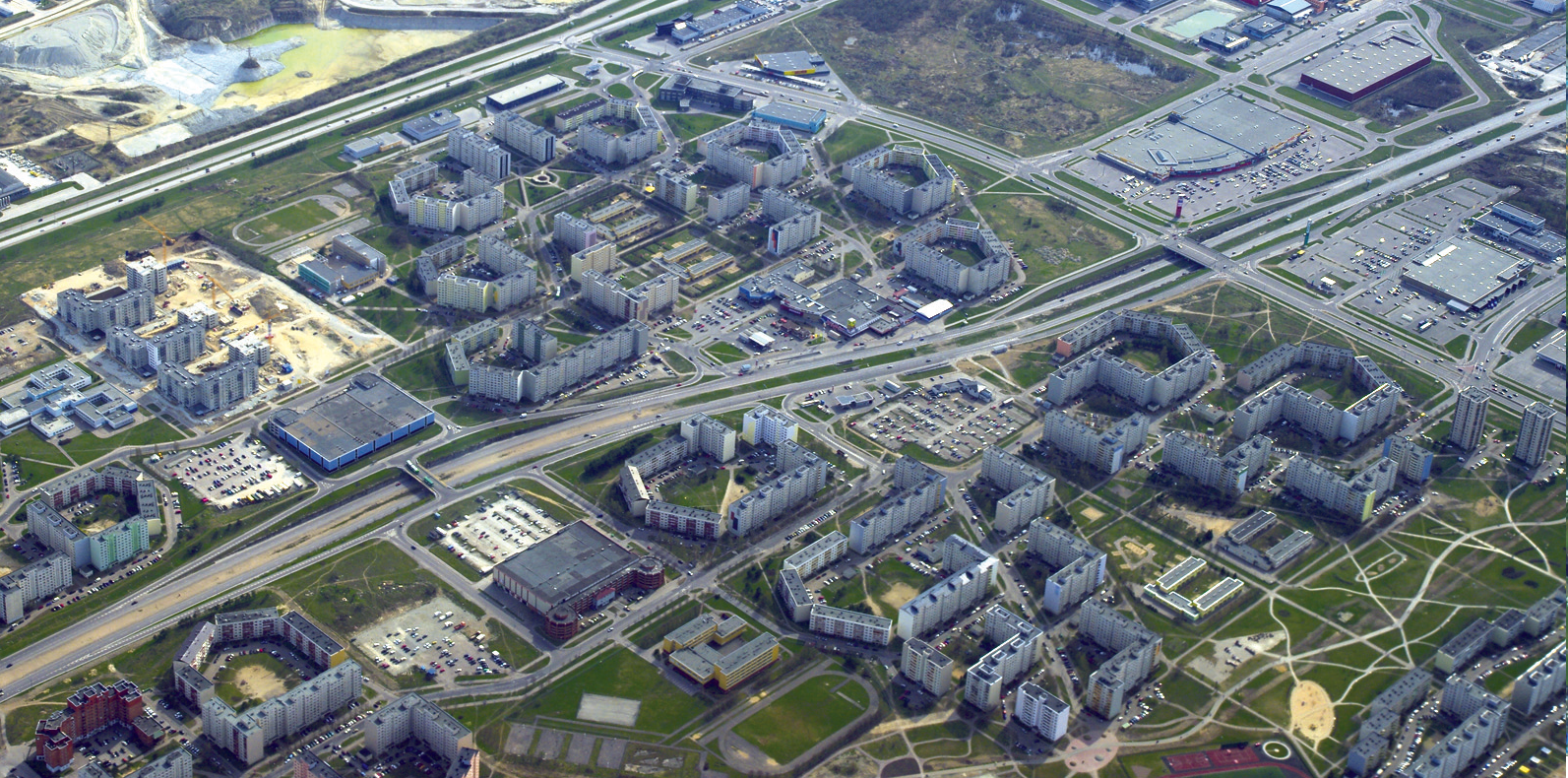
Вид на микрорайон с воздуха, 2009 год
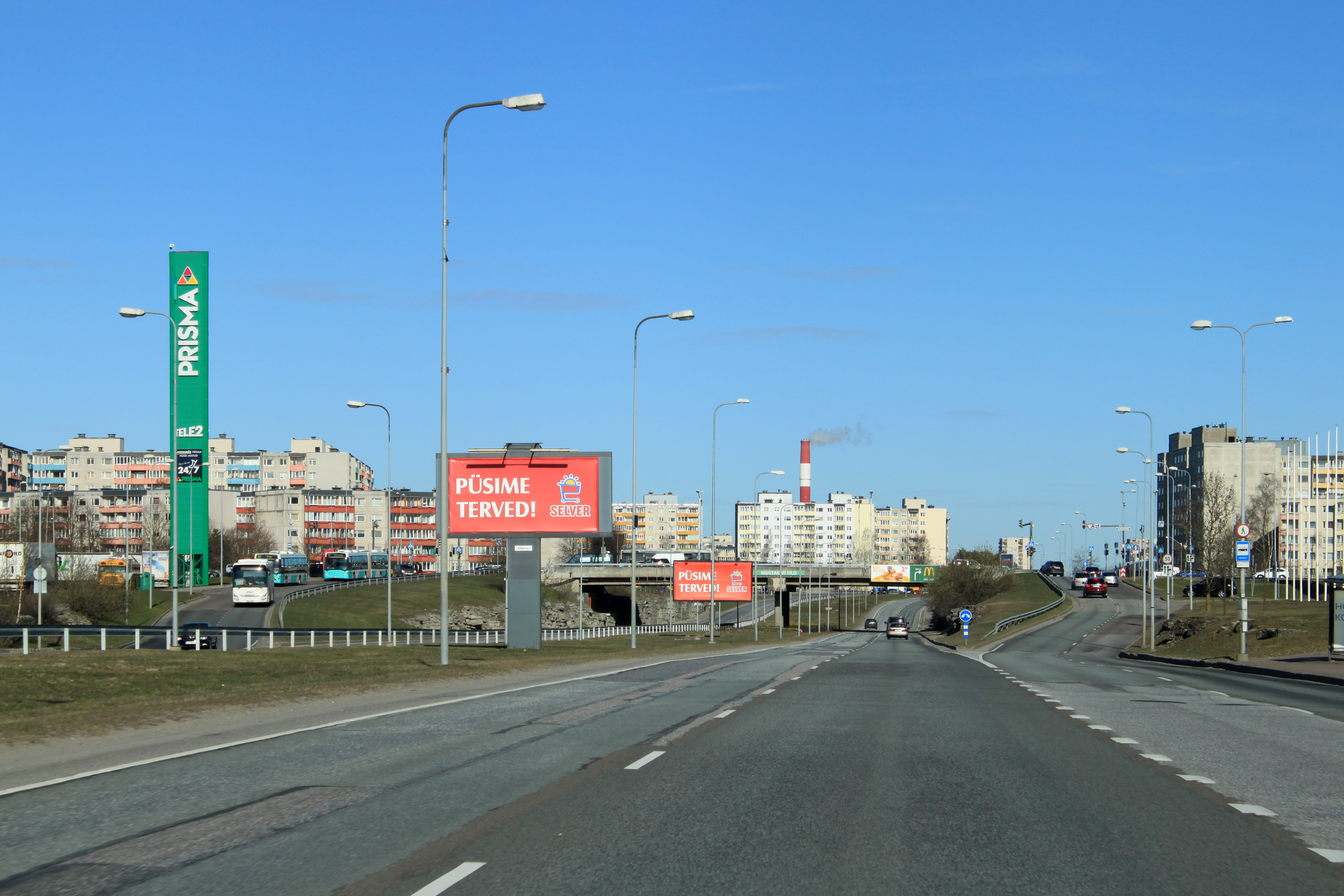
Мост Мустакиви, граница микрорайонов Тондираба и Мустакиви
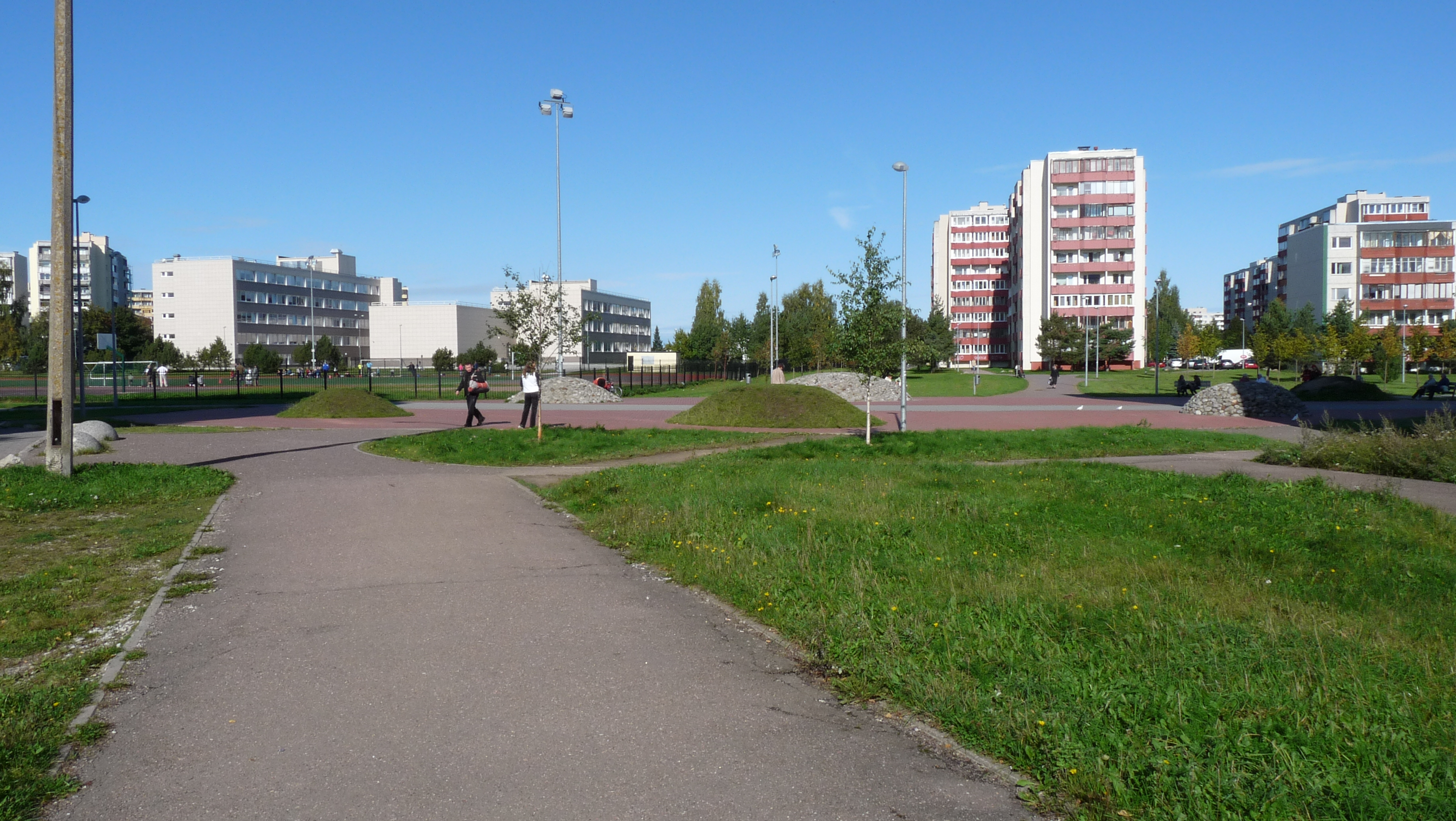
Граница микрорайонов Мустакиви и Прийсле
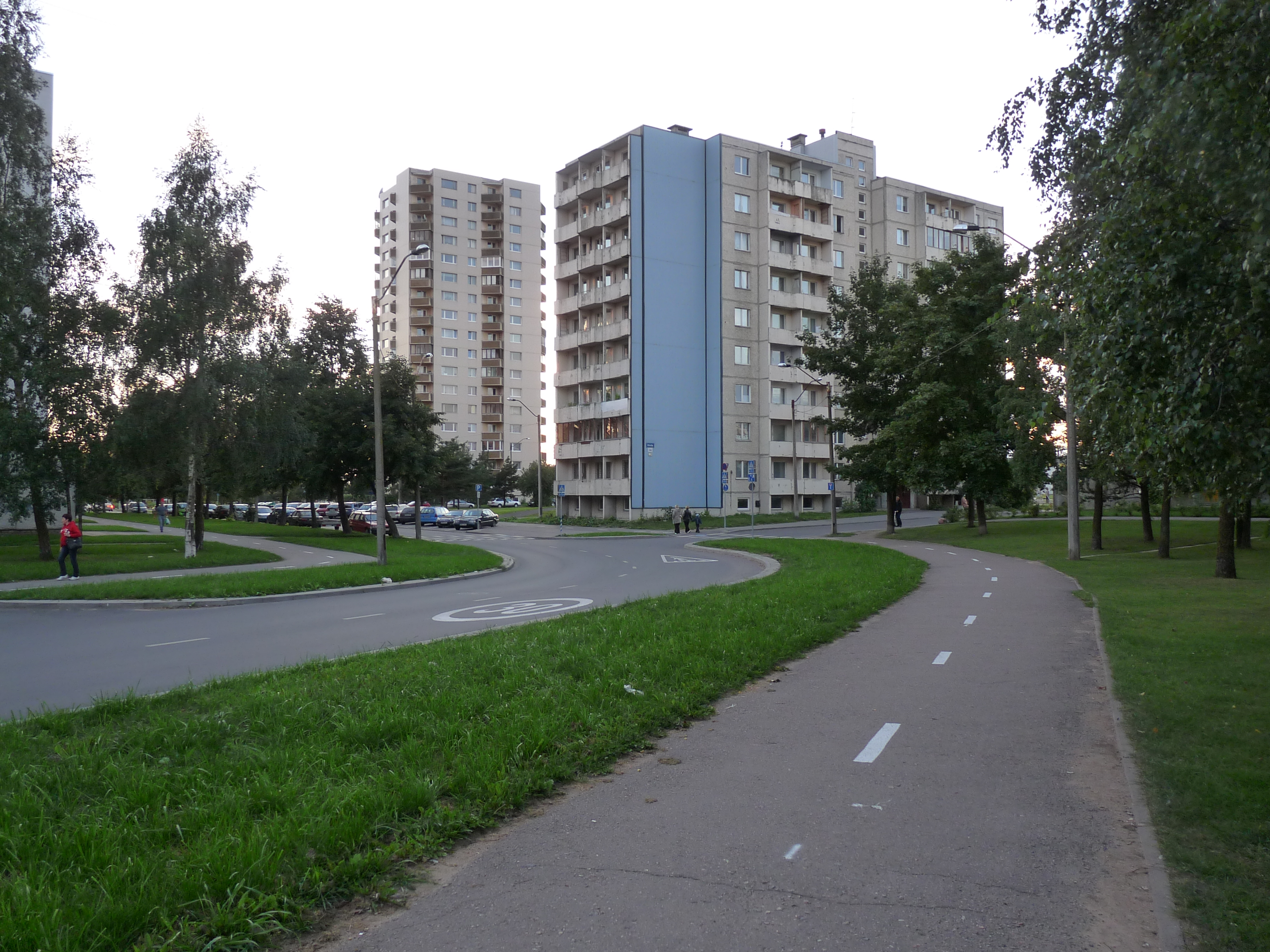
Улица Кивила
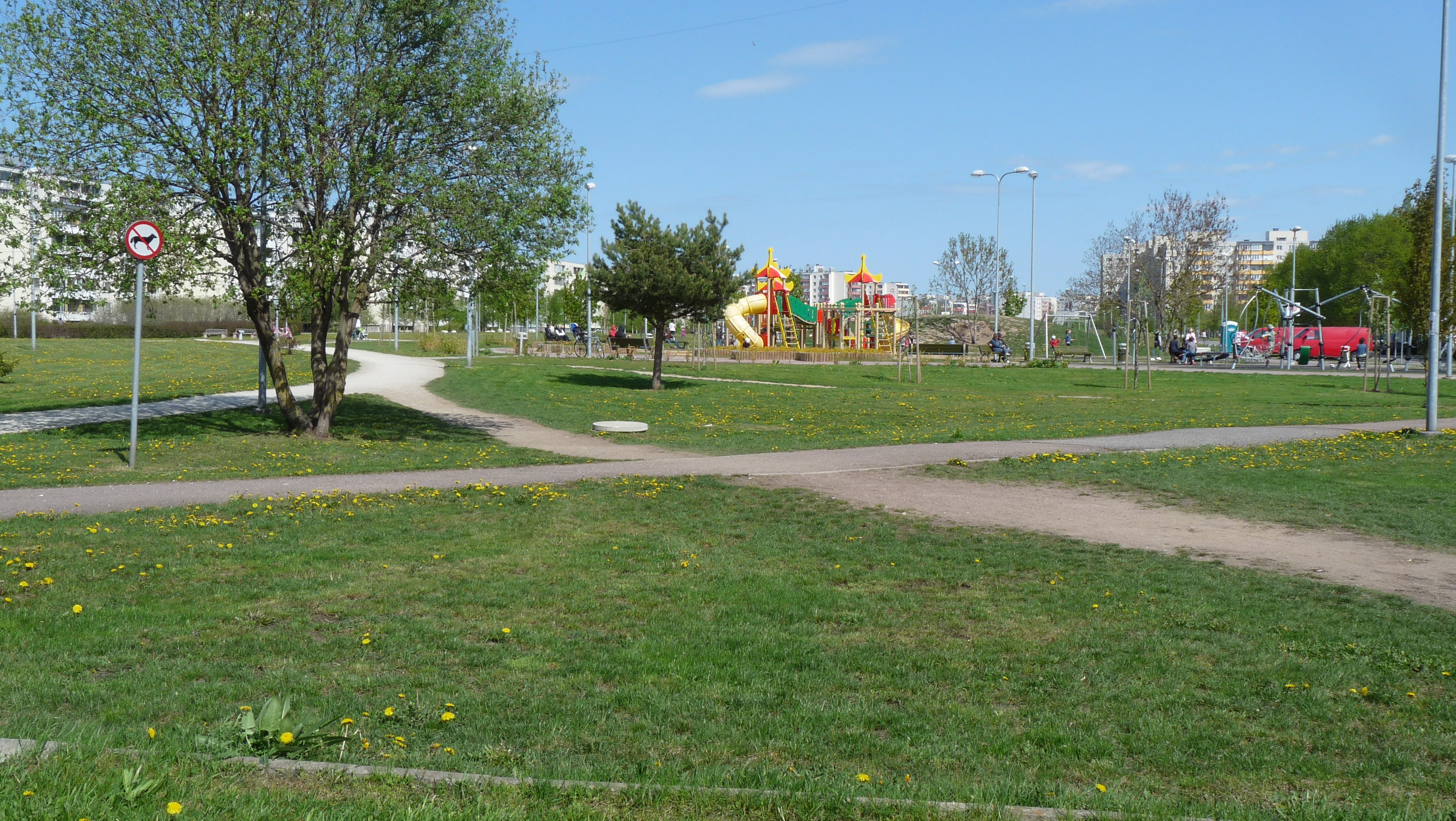
Парк Тондилоо (Кивила)
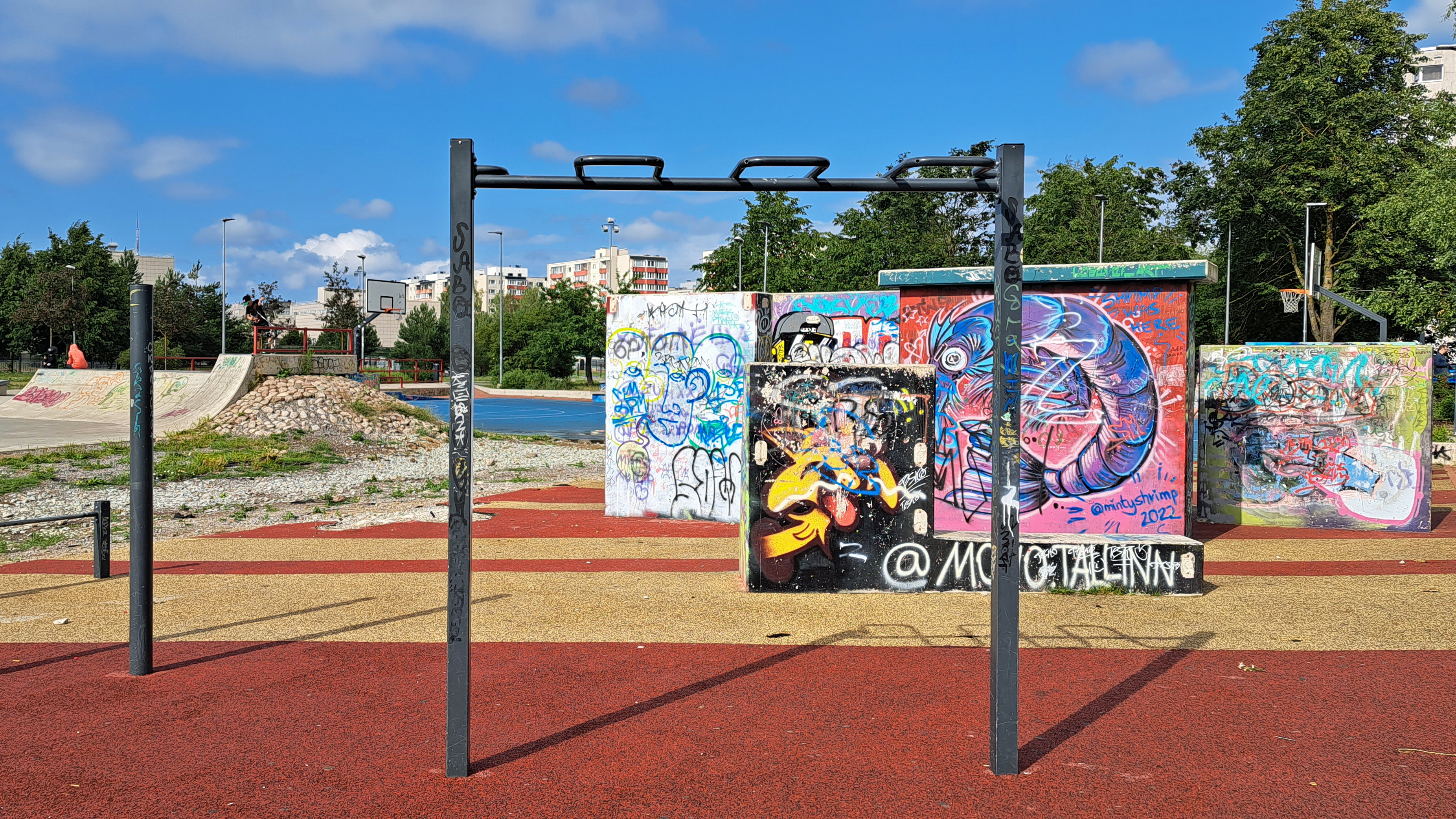
Игровая площадка в парке Тондилоо
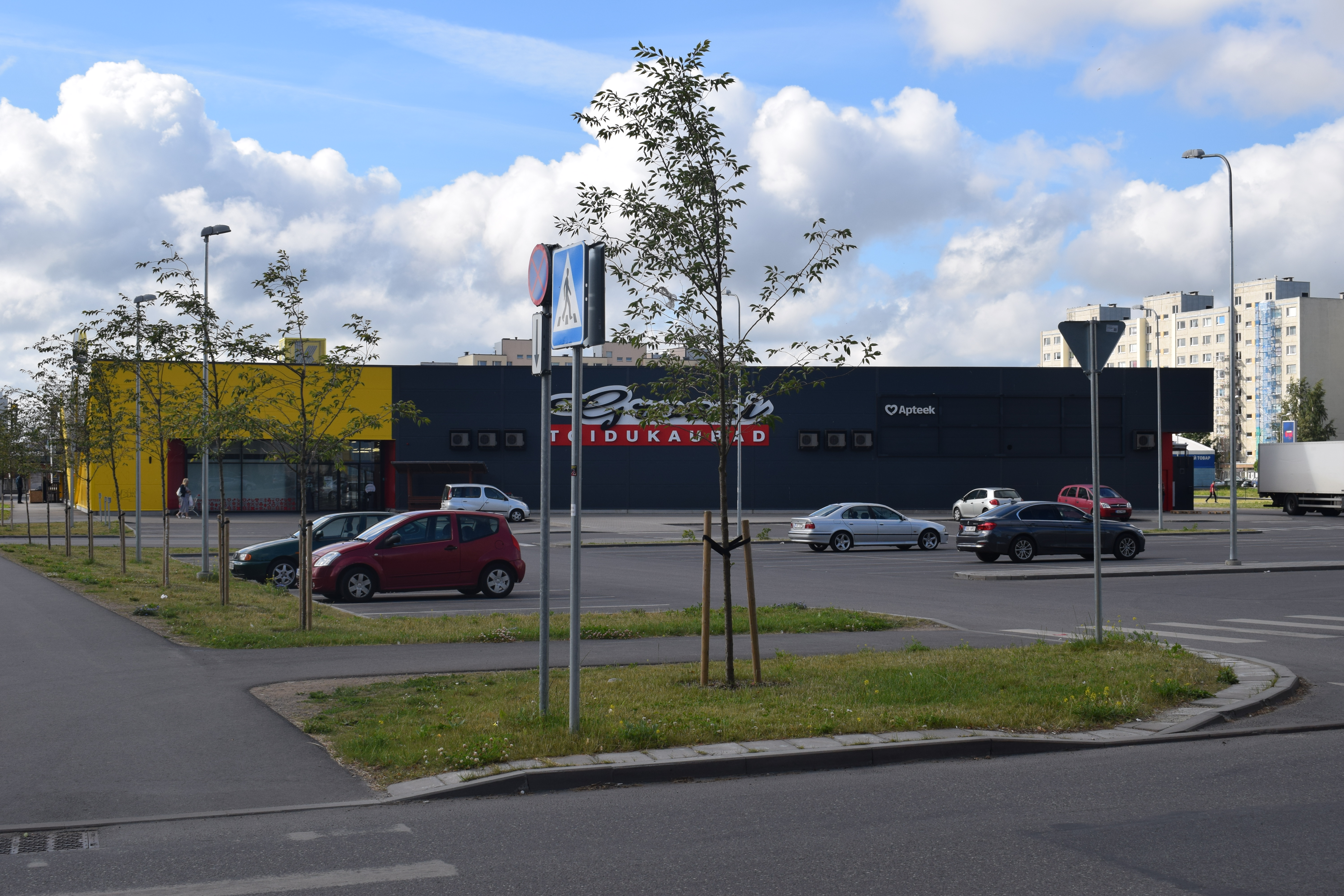
Продуктовый магазин сети «Grossi»
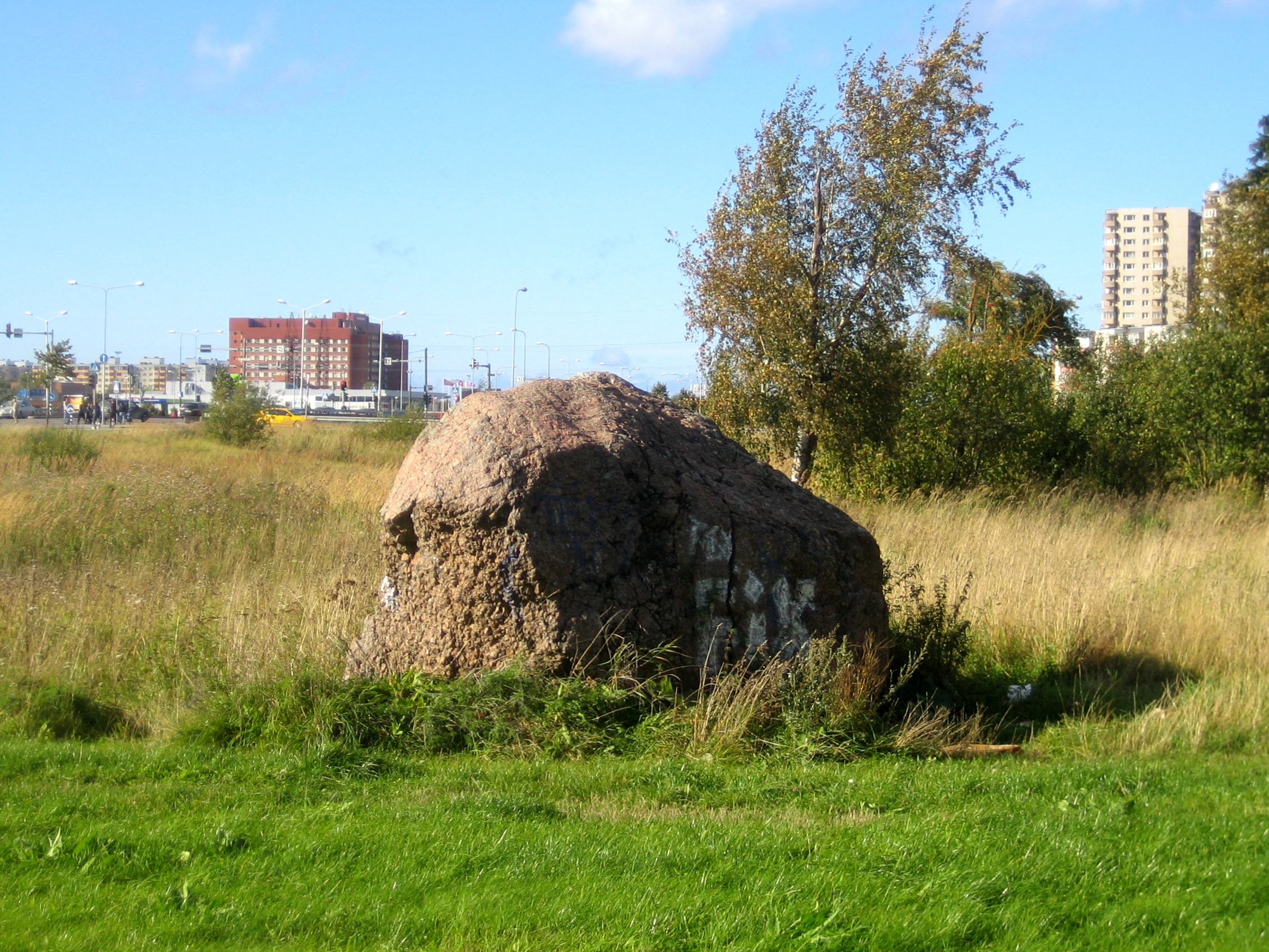
Приграничный камень Таллина (памятник культуры)
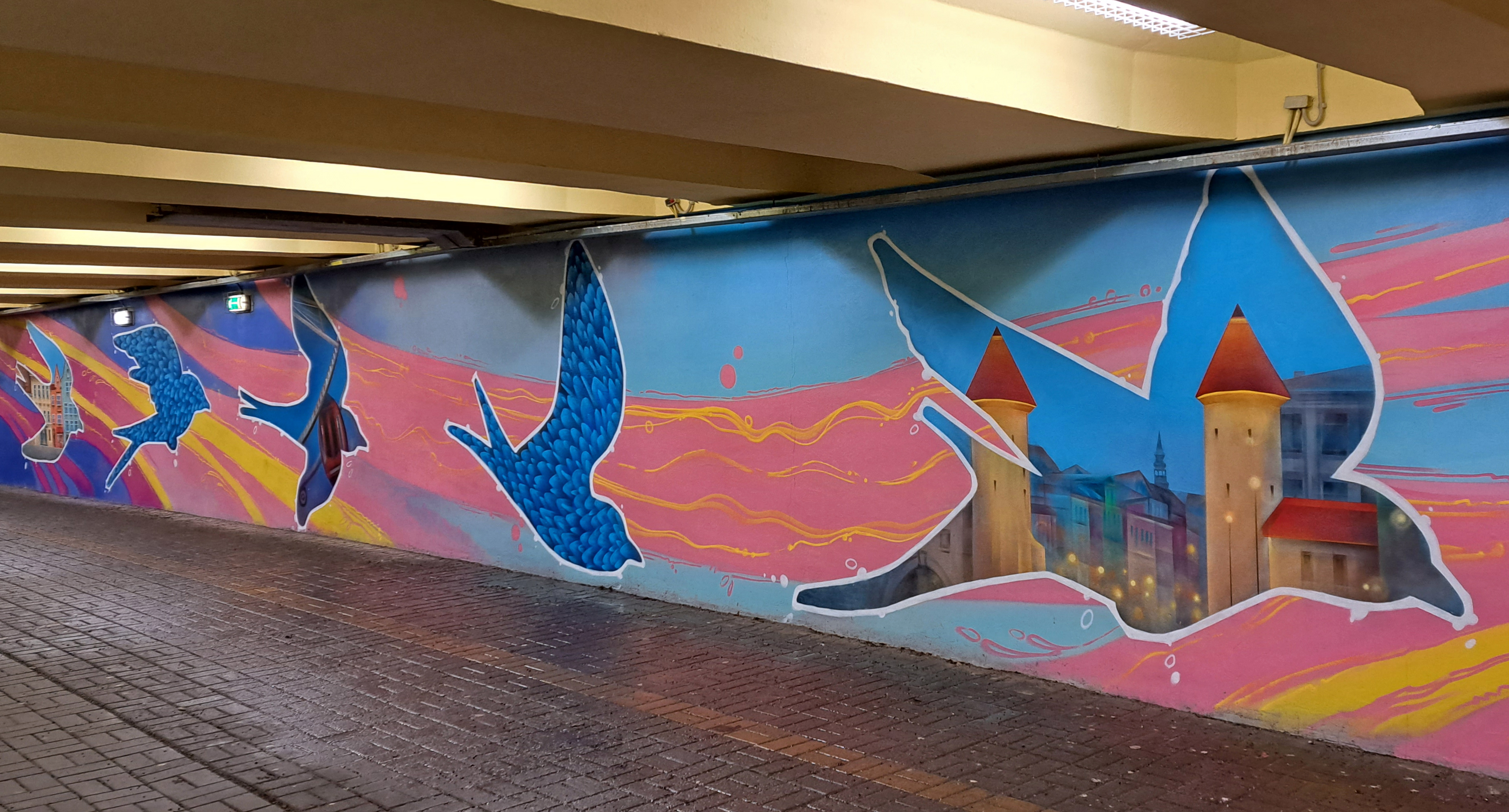
Пешеходный тоннель Мустакиви в 2023 году